# Ivato (Ambositra)
Ivato è una città e comune del Madagascar situata nel distretto di Ambositra, regione di Amoron'i Mania. 
La popolazione del comune rilevata nel censimento 2001 era pari a 14 984 unità.